# استیو اندرسون (ورزشکار)
استیو اندرسون (انگلیسی: Steve Anderson; ۱۰ آوریل ۱۹۰۶ – ۲ اوت ۱۹۸۸) ورزشکار دو و میدانی اهل ایالات متحده آمریکا بود.